# ウィタリアヌス (ローマ教皇)
ウィタリアヌス（Vitalianus、580年9月21日? - 672年1月27日）は、第76代ローマ教皇（在位：657年7月30日 - 672年1月27日）。
典礼規定に準拠するオルガンの使用を定めた最初の教皇として知られる。オルガンは宗教儀式の中で使われた。その使用目的は会衆の聖歌の歌唱を指導するためだったと言われる。
663年6月、ランゴバルド討伐のため南イタリアに遠征した東ローマ皇帝コンスタンス2世とローマで会見する。668年3月26日、タルソスのテオドルスに第7代カンタベリー大司教として叙階を授けた。